# Lijst van voetballers
Dit is een lijst van voetballers gesorteerd op de beginletter van hun achternaam. Zie de betreffende deellijsten hieronder waar de namen van de voetballers worden weergegeven.
A - B - C - D - E - F - G - H - I - J - K - L - M - N - O - P - Q - R - S - T - U - V - W - X - Y - Z